# Coloburiscoides giganteus
Coloburiscoides giganteus – gatunek jętki z podrzędu Setisura i rodziny Coloburiscidae.

## Taksonomia
Gatunek opisany został w 1933 roku przez Roberta Johna Tillyarda jako Coloburiscus giganteus.

## Opis
Imagines wyróżniają się w obrębie rodzaju całkowicie jasnorudobrązowymi przestrzeniami kostalnymi i subkostalnymi przednich skrzydeł. 
Subimagines posiadają przednie skrzydła z wyjątkiem przestrzeni kostalnych i subkostalnych jednobarwne, ciemnoszare przechodzące w czerń. Tylne ich skrzydła są jaśniejsze z przestrzeniami kostalnymi i subkostalnymi prawie nieprzejrzyście czarnymi.
Dojrzałe nimfy długości poniżej 18 mm. Tułów bez wyraźnych wzorów. Uda środkowych odnóży z 7-14 kolcami nasadowymi na grzbietowej krawędzi, 5-6 w grzebieniu brzusznym i 4-7 w grzebieniu dystalnym. Golenie tych odnóży z 7-12 kolcami na zewnętrznej krawędzi. Uda przednich odnóży opatrzone 35-38 kolcami z przodu od środkowego grzebienia. Uda odnóży tylnych z 35-45 kolcami naprzeciwko grzebienia środkowego, 14-16 kolcami na krawędzi tylno-grzbietowej i 60-63 kolcami na mezalnej. Tergity odwłoka rudobrązowe, z przodu jaśniejsze. Na czwartym jego sternicie 5-8 kolców tylnych, na szóstym poniżej 45, na ósmym od 15 do 21, a na dziewiątym 6-8 tych kolców.

## Biologia i ekologia
Larwy zasiedlają szybkie, skaliste potoki na dużych wysokościach. Wybierają najszybsze części potoków, gdzie gromadzą się w skupiska pod kamieniami. W Digger's Creek klują się z jaj w październiku i wczesnym listopadzie, po czym rosną w czasie lata i zimy. Dorosłe spotykane są w końcu stycznia i na początku lutego. Gatunek ten może współwystępować z Coloburiscoides munionga.

## Rozprzestrzenienie
Gatunek endemiczny dla australijskiego stanu Nowa Południowa Walia, gdzie występuje w spływającym z Góry Kościuszki potoku Digger's Creek i innych potokach Parku Narodowego Kościuszki położonych powyżej 1000 m n.p.m..